# 杯柄铁线莲
杯柄铁线莲（学名：Clematis trullifera）为毛茛科铁线莲属下的一个种。

## 扩展阅读
- 維基物種上的相關：杯柄铁线莲